# Bombardowanie Darwin
Bombardowanie Darwin – dwa japońskie naloty na australijskie miasto Darwin przeprowadzone 19 lutego 1942 roku. Były największym atakiem, jaki kiedykolwiek obce państwo przeprowadziło na terytorium Australii, pierwszym z około stu ataków lotniczych przeprowadzonych przez japońskie samoloty na Australię w latach 1942–1943. Zdarzenie to jest często nazywane „australijskim Pearl Harbor”.
W nalotach wzięło udział 188 samolotów pokładowych z czterech lotniskowców oraz 54 bombowce startujące z baz lądowych. Zarówno lotniskowce, jak i załogi ich samolotów, uczestniczyły wcześniej w ataku na amerykańską bazę na Hawajach. Podobnie jak w tamtym przypadku, australijski port był nieprzygotowany do obrony, a sygnały ostrzegawcze zostały zlekceważone. Japońscy lotnicy odnieśli taktyczny sukces, zatapiając dziesięć jednostek pływających, w tym amerykański niszczyciel i kilka dużych statków, oraz powodując spore zniszczenia w mieście i obiektach w jego pobliżu, a także znaczące straty osobowe. Ogółem na Darwin i jego okolice spadło 19 lutego więcej bomb, niż użyto ich w ataku na Pearl Harbor.

## Japońskie plany
Po ataku na Pearl Harbor i lądowaniu na Malajach w grudniu 1941 roku, japońskie dowództwo zwróciło uwagę na Darwin, przyszłą bazę na tyłach połączonych sił ABDA i punkt wyjścia ewentualnego kontrataku alianckiego w czasie przygotowywanego desantu na Timor. W styczniu 1942 roku okoliczne wody zostały zaminowane przez japońskie okręty podwodne, jeden z nich, I-124, został 20 stycznia zatopiony przez amerykański niszczyciel „Edsall” oraz australijskie korwety „Deloraine”, „Katoomba” i „Lithgow”. Tego samego dnia kontradmirał Tamon Yamaguchi, dowódca 2 Dywizjonu Lotniskowców („Hiryū” i „Sōryū”), przedstawił wstępny plan nalotu lotnictwa pokładowego na Darwin. Pod koniec miesiąca został on zaakceptowany przez admirała Isoroku Yamamoto, który wyznaczył do przeprowadzenia ataku większe siły, w znacznej części identyczne z tymi, które uderzyły na Pearl Harbor. Obejmowały one, oprócz okrętów kontradmirała Yamaguchi, także 1 Dywizjon Lotniskowców („Akagi” i „Kaga”) pod dowództwem admirała Chūichi Nagumo oraz samoloty marynarki startujące z baz lądowych.
9 lutego Japończycy rozpoczęli bezpośrednie przygotowanie do ataku. Od następnego dnia ich samoloty patrolowe, startujące z bazy na wyspie Ambon na Molukach, rozpoczęły loty rozpoznawcze nad Darwin. Pierwsze raporty lotników donosiły o obecności w porcie między innymi lotniskowca, pięciu niszczycieli oraz licznych mniejszych jednostek wojennych i statków. Rzekomym lotniskowcem był w rzeczywistości amerykański transportowiec lotniczy „Langley”, ze skróconym pokładem lotniczym, który odpłynął z Darwin już 11 lutego. Szczegółowy plan operacyjny ataku, którego datę wyznaczono na 19 lutego, stworzył komandor porucznik Minoru Genda, autor planu ataku na Pearl Harbor.

## Siły przeciwników

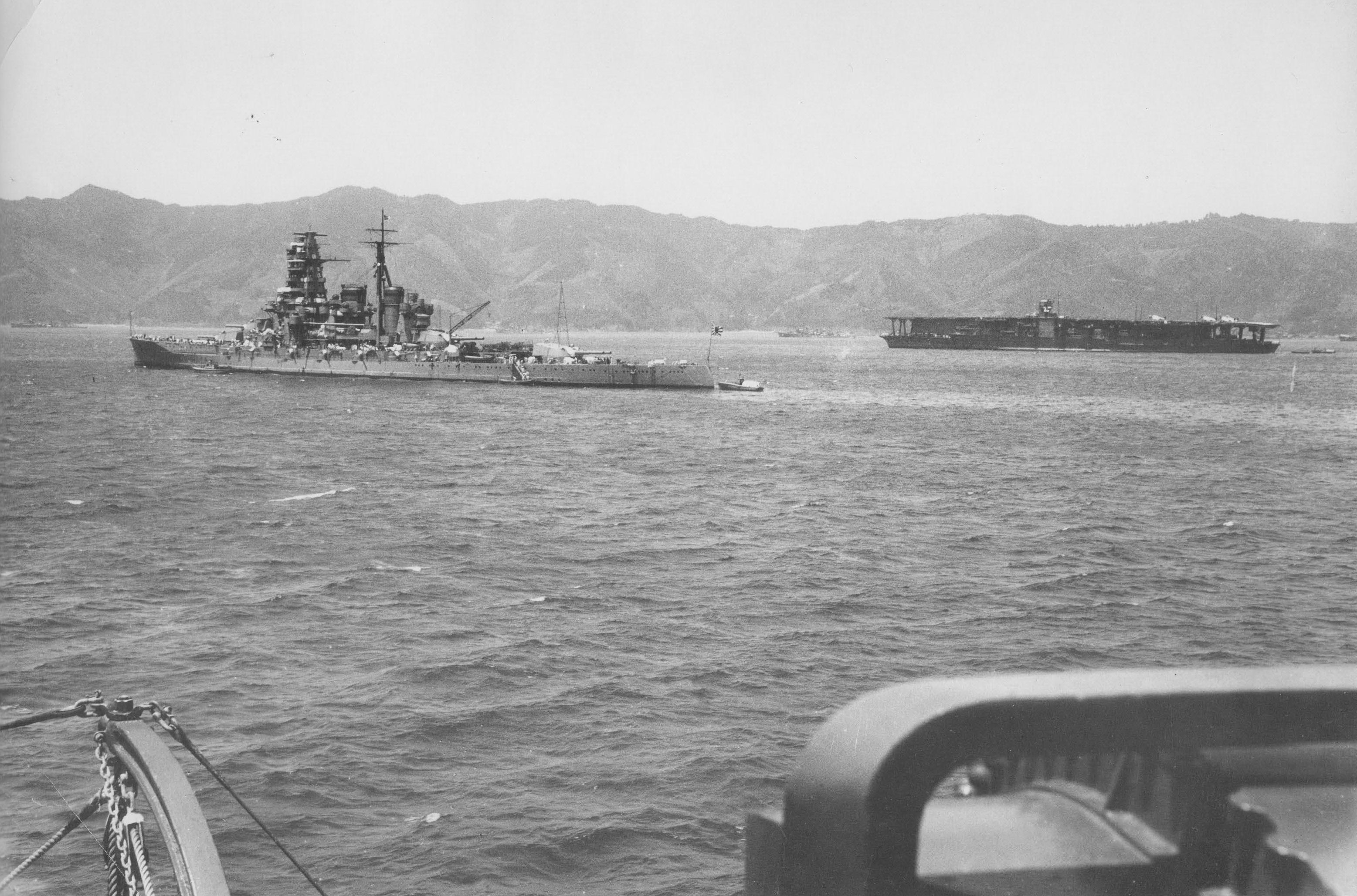
Pancernik „Kirishima” i lotniskowiec „Akagi”. Zdjęcie z 1939

15 lutego 1942 roku zespół floty admirała Nagumo wypłynął z Palau. W jego skład wchodziły, oprócz czterech lotniskowców, także dywizjon pancerników („Hiei” i „Kirishima”) dowodzony przez wiceadmirała Gun’ichi Mikawę; dywizjon krążowników ciężkich („Tone” i „Chikuma”) pod dowództwem wiceadmirała Jisaburō Ozawy oraz dziewięć niszczycieli eskorty kontradmirała Sentarō Ōmori, który podniósł swą flagę na krążowniku lekkim „Abukuma”. W nalocie miało wziąć udział 188 samolotów z czterech lotniskowców (36 myśliwców Mitsubishi A6M2 „Zero”, 71 bombowców nurkujących Aichi D3A1 „Val”, 81 samolotów torpedowych Nakajima B5N2 „Kate”), a całością sił lotnictwa pokładowego dowodził (podobnie jak podczas ataku na Pearl Harbor) komandor Mitsuo Fuchida. Drugą falę ataku stanowiły 54 bombowce Mitsubishi G3M2 „Nell” oraz G4M1 „Betty”, bazujące na zdobytych przez Japończyków wyspach Celebes i Ambon. Łącznie w dwóch falach ataku uczestniczyły 242 maszyny. Daleką osłonę operacji zapewniał zespół okrętów (dwa pancerniki, trzy krążowniki ciężkie, sześć niszczycieli) wiceadmirała Nobutake Kondō, operujący od 18 lutego w rejonie mórz Moluckiego i Banda, a całą akcję połączono z równoległym (20 lutego) lądowaniem wojsk japońskich na Timorze.
Wobec zajęcia przez Japończyków baz amerykańskich na Filipinach, Darwin miało stać się głównym portem dla okrętów Floty Azjatyckiej, jednak na początku 1942 roku jego obrona była dopiero w trakcie tworzenia. Artyleria przeciwlotnicza w mieście i okolicach dysponowała czterema bateriami z czterema działami kal. 94 mm (3,7 cala) każda, których stanowiska nie były jednak całkowicie urządzone, a obsługa nieostrzelana oraz dwoma działami kal. 76 mm (3 cale), uzupełnionymi lekką bronią automatyczną stacjonujących w mieście jednostek wojskowych i uzbrojeniem cumujących w porcie okrętów i statków. Dowódcą wojskowym rejonu Darwin był generał David V.J. Blake. Operacyjne dywizjony myśliwskie Royal Australian Air Force (RAAF) walczyły w tym czasie w Europie, Afryce Północnej lub na Środkowym Wschodzie. Jedynymi nowoczesnymi myśliwcami bazującymi w Darwin było jedenaście (w tym jedna niesprawna) maszyn P-40 Kittyhawk z 3 i 33 Dywizjonów Pościgowych (Pursuit Squadron) US Army Air Force, których pilotom brakowało jednak doświadczenia bojowego. Na pobliskich lotniskach stacjonowały także inne samoloty lekko uzbrojone, przestarzałe (pięć, nie w pełni sprawnych CAC Wirraway) i patrolowe (sześć Hudsonów), należące do RAAF, oraz kilka maszyn innych typów. Eksperymentalna stacja radarowa wybudowana w rejonie Darwin nie była jeszcze w stanie gotowości operacyjnej.
W dniu nalotu w porcie znajdowało się 45 okrętów i statków. Royal Australian Navy reprezentowały: slup „Swan”, korwety „Deloraine” i „Katoomba” (ta ostatnia wewnątrz doku pływającego) oraz liczne okręty pomocnicze. Większość okrętów US Navy opuściła Darwin przed 18 lutego, pozostały tam jedynie niszczyciel „Peary” i okręt-baza wodnosamolotów (przebudowany niszczyciel) „William B. Preston” z trzema samolotami patrolowymi Catalina. Przy nabrzeżu portowym cumowały frachtowce „Neptuna” i „Barossa”, zaś w zatoce transportowiec wojska „Zealandia”, statek szpitalny „Manunda”, zbiornikowiec „British Motorist” oraz transportowce wojska „Mauna Loa”, „Meigs”, „Portmar” i „Tulagi”. Ponadto w porcie znajdowało się kilkanaście mniejszych jednostek, a w pobliżu statki „Florence D” i „Don Isidro”, które niedługo wcześniej odpłynęły z Darwin.
W związku z japońskim zagrożeniem przed lutym 1942 roku z Darwin ewakuowano większość cywilnych mieszkańców, w tym niemal wszystkie kobiety i dzieci. Na miejscu pozostali głównie urzędnicy i pracownicy niezbędni do zapewnienia sprawnego funkcjonowania portu i miasta.

## Ataki

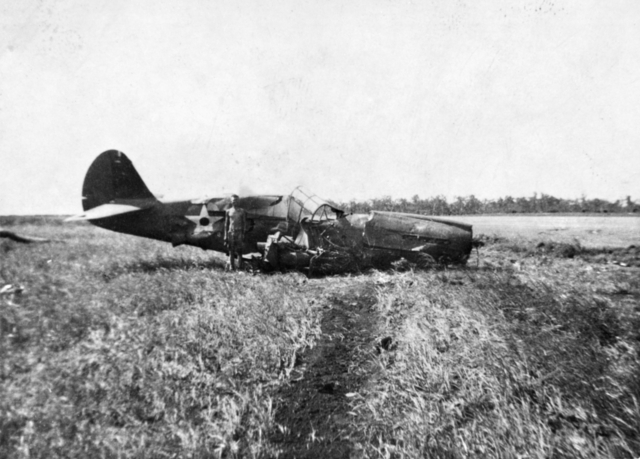
Jeden ze zniszczonych P-40 z 33 Dywizjonu Pościgowego

### Przelot nad cel
Rankiem 19 lutego (we wtorek) zespół admirała Nagumo osiągnął wyznaczoną pozycję do ataku na Morzu Arafura, nieco ponad 200 mil morskich na północny zachód od Darwin. O 8:45 wystartowały pierwsze spośród 188 samolotów pokładowych z lotniskowców prowadzonych przez Mitsuo Fuchidę. W rejonie wyspy Bathurst, około 150 mil morskich od Darwin, japońska formacja napotkała patrolującą łódź latającą Catalina, pilotowaną przez porucznika Thomasa H. Moorera. Ostrzelana przez dziewięć myśliwców Zero zaczęła płonąć, ale pilot przeprowadził udane wodowanie awaryjne i cała, ośmioosobowa załoga, wśród której było czterech rannych, przeszła do tratwy ratunkowej i została później podjęta przez frachtowiec „Florence D”.
Około 9:15 japońska formacja została dostrzeżona (Robert Rayner w książce Darwin Fortress uważa ten fakt za sporny) przez Johna Gribble’a, australijskiego obserwatora wybrzeża (ang. Coastwatcher) z Wyspy Melville’a, a później także przez Johna McGratha, katolickiego księdza prowadzącego misję na Bathurst. Obaj obserwatorzy natychmiast przekazali meldunki o swych spostrzeżeniach do Darwin, gdzie zostały one jednak zignorowane. W tym samym czasie dziesięć amerykańskich myśliwców Kittyhawk, prowadzonych przez pojedynczy bombowiec B-17 odleciało z Darwin, kierując się w stronę Jawy (zawróciły po kilkunastu minutach z powodu mgły na trasie przelotu) i australijski oficer dyżurny stwierdził, że jest to ta sama formacja. Grupa myśliwców z lotniskowca „Akagi” ostrzelała w tym czasie pas startowy przy misji ojca McGratha, niszcząc znajdujący się tam samolot transportowy.
Po przekroczeniu linii brzegowej kontynentu na wschód od celu japońskie samoloty zawróciły, by nadlecieć nad Darwin od strony lądu.

### Walki powietrzne
Japońskie samoloty około 9:45 starły się z pięcioma patrolującymi przestrzeń powietrzną nad miastem Kittyhawkami, które zawróciły niedawno z nieudanego przelotu na Jawę. Przy przetłaczającej przewadze liczebnej dwa z nich zostały natychmiast zestrzelone, a ich piloci, podporucznicy Jack R. Peres i Elton S. Perry, zginęli w swych maszynach. Z trzech pozostałych dwa także zostały wkrótce zniszczone w walkach powietrznych, ale ich pilotom udało się uratować. Piąty lotnik, porucznik Robert G. Oestreicher, zdołał zestrzelić jeden i prawdopodobnie uszkodzić drugi z atakujących port bombowców Val, po czym wylądował bezpiecznie na uszkodzonym myśliwcu. Pięciu pozostałych pilotów Kittyhawków, którzy wcześniej wylądowali na lotnisku, uruchomiło maszyny i podjęło próbę startu pod ogniem japońskich samolotów. Dowódca 33 Dywizjonu major Floyd J. Pell został zestrzelony na niewielkiej wysokości nad lotniskiem. Udało mu się opuścić płonącą maszynę ze spadochronem, który nie rozwinął się całkowicie, lecz po części zamortyzował upadek. Rannego, czołgającego się na pasie startowym oficera dobiły pociski atakujących japońskich myśliwców. Jego imieniem nazwano później lotnisko, na którym zginął. Trzem spośród czterech pozostałych pilotów udało się wystartować i podjąć próbę nawiązania walki z japońskimi myśliwcami. Wszyscy zostali jednak wkrótce zestrzeleni przez przeważające siły przeciwnika, dwóch uratowało się na spadochronach, trzeci rozbił samolot przy próbie lądowania, ale przeżył. Czwarty, podporucznik Charles W. Hughes, zginął w Kittyhawku ostrzelanym i zniszczonym podczas próby startu.

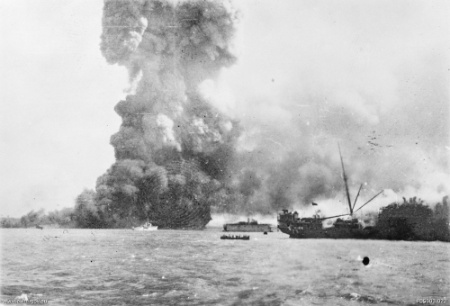
Eksplozja „Neptuny” w Stokes Hill Wharf. Na tle eksplozji widoczny okręt pomocniczy „Vigilant”, prowadzący akcję ratunkową. W głębi dok pływający z korwetą „Katoomba”, po prawej uszkodzona „Zealandia”, od której odpływa łódź ratunkowa

### Atak na port
Japońskie samoloty nadleciały nad Darwin o 9:57. Fuchida podzielił swoje bombowce na dwa zespoły, z których jeden atakował port, drugi zaś okoliczne lotniska. Pierwszym zaatakowanym okrętem był trałowiec „Gunbar”, który znajdował się w pobliżu wejścia do zatoki. W wyniku ostrzału z broni maszynowej myśliwców rany odniosło dziewięciu członków jego załogi, jeden z nich wkrótce zmarł. Piloci zer ostrzelali także stawiacze sieci operujące w rejonie zamykającej port zagrody bonowej, zabijając dwóch ludzi na „Kara Kara” i jednego na „Kangaroo”. O 9:58 w Darwin został ogłoszony alarm przeciwlotniczy, a w tym samym czasie bombowce horyzontalne Kate zrzuciły swój ładunek na cel. Zniszczone zostały urządzenia przeładunkowe na nabrzeżu, rozbite rurociągi z ropą, która wywołała pożar, odcinając 70 pracujących tam dokerów. 22 (lub 21) z nich zginęło. Bombowce nurkujące Val zaatakowały alianckie statki i okręty. Dwie bomby trafiły w rozładowywany przy nabrzeżu transportowiec „Neptuna”, wywołując pożar i eksplozję znajdujących się w jego ładowniach bomb głębinowych. Zginęli dowódca i 45 członków załogi zniszczonego statku, a od płonących szczątków zapalił się z kolei ładunek drugiego cumującego przy pirsie transportowca „Barossa”, którego załoga, chroniąc się przed zatonięciem, osadziła statek na brzegu.
Amerykański niszczyciel „Peary”, dowodzony przez komandora podporucznika Johna M. Berminghama, podjął próbę wyjścia z portu na otwarte wody, gdzie mógłby swobodnie manewrować dla uniknięcia ataku. Jednocześnie rozpoczął stawianie zasłony dymnej, która ukryła statek szpitalny „Manunda”. W drodze do wyjścia z zatoki w niszczyciel trafiło pięć bomb lotniczych, niszcząc między innymi maszynę sterową, jedną ze śrub napędowych, tylną maszynownię, oraz wywołując pożary i detonacje, z których płomienie sięgały według świadków wysokości 30 metrów. Wkrótce ogarnięty pożarem okręt zaczął tonąć na rufę, a jego marynarze opuszczali jednostkę, skacząc do wody pokrytej płonącą ropą. Obsada rufowego działa przeciwlotniczego prowadziła ogień aż do momentu, gdy jego stanowisko zostało zalane. Zginęło 80 członków załogi „Peary’ego” (według innego źródła straty osobowe wyniosły 91 osób), w tym wszyscy oprócz jednego oficerowie. Ocalałych 52 wyratowały pobliskie jednostki, w tym łódź motorowa z „Manundy” i okręt pomocniczy „Southern Cross”. Także próbujący opuścić zatokę okręt-baza wodnosamolotów „William B. Preston”, dowodzony przez komandora podporucznika Etheridge’a Granta, został trafiony trzema bombami, a czwarta eksplodowała tuż przy burcie. Zginęło 11 marynarzy, na rufie jednostki wybuchł pożar, ale pomimo utraty sterowności udało się ją uratować. Zniszczeniu podczas nalotu uległy trzy łodzie latające Catalina, cumujące w pobliżu okrętu-bazy.
Spośród innych przebywających w porcie okrętów uszkodzenia od bliskiej eksplozji odniosły: slup „Swan”, na którym zginęło trzech, a rannych zostało 19 marynarzy, oraz okręt-baza „Platypus”, bez strat w załodze. Zatonął zaś cumujący u burty „Platypusa” zmobilizowany lugier „Mavie”, którego czterech członków załogi dopłynęło szczęśliwie do okrętu-bazy. Większe straty były wśród jednostek handlowych: zatonęły australijski transportowiec wojska „Zealandia” (na miejscu zginął jeden marynarz, dwóch dalszych zmarło z odniesionych ran), brytyjski zbiornikowiec „British Motorist” (śmierć poniosło dwóch marynarzy), amerykańskie transportowce wojska „Mauna Loa” (bez ofiar w ludziach) i „Meigs” (jeden zabity). Trzeci z amerykańskich transportowców, „Portmar”, został uszkodzony bliską eksplozją i wyrzucony przez załogę na płyciznę. Zginęli na nim jeden marynarz i dwóch żołnierzy. Lekkie uszkodzenia odniósł przewożący ładunek benzyny lotniczej frachtowiec „Admiral Halstead”. Statek szpitalny „Manunda” również został zbombardowany, pomimo wyraźnego oznakowania, wskazującego na jego przeznaczenie. Na uszkodzonej przez trafienie jednej i bliską eksplozję kolejnej bomby jednostce zginęło dziewięciu marynarzy i trzy osoby personelu medycznego, w tym jedna kobieta: Margaret de Mestre pełniąca funkcję pielęgniarki.

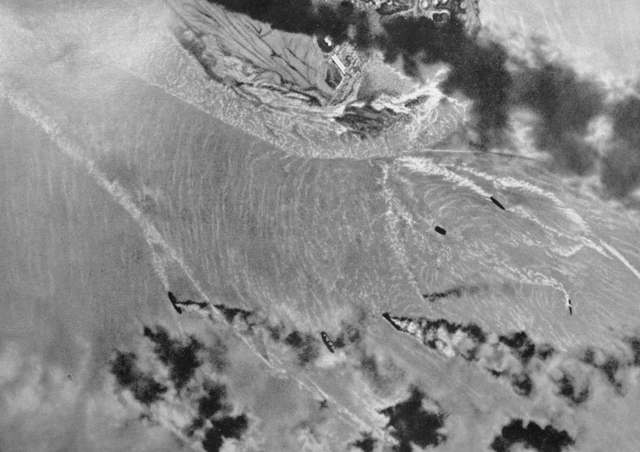
Zdjęcie lotnicze jednostek płonących w porcie w Darwin zrobione przez japońskiego lotnika w czasie pierwszego rajdu

### Atak na miasto i lotniska
Druga grupa japońskich samolotów pokładowych zaatakowała w tym czasie obiekty lądowe, w tym lotniska: wojskowe i cywilne, oraz liczne cele w samym mieście. Australijscy artylerzyści zdołali zestrzelić trzy z nich: bombowiec nurkujący Val (być może ten sam, którego prawdopodobne uszkodzenie zgłosił porucznik pilot Oestreicher) oraz dwa myśliwce Zero. Pierwsza faza nalotu skończyła się około 10.40, nieco ponad godzinę później, około 11.55, Darwin zostało ponownie zaatakowane przez bombowce marynarki, startujące z baz lądowych na wyspach Ambon i Celebes. Przeprowadziły one bombardowanie horyzontalne z dużej wysokości, koncentrując się na celach lądowych: obu lotniskach, urzędach i budynkach publicznych w mieście. Drugi nalot trwał około 20–25 minut. Rezultatem obu uderzeń było zniszczenie bądź uszkodzenie między innymi dwóch szpitali wojskowych i jednego cywilnego, miejscowej poczty i telegrafu, banku, hotelu, budynku policji, siedziby gubernatora Terytorium Północnego, Charlesa Abbotta, stacji hydroforów oraz części zabudowy mieszkalnej. Na lotniskach zniszczonych zostało sześć, a uszkodzone dwa dalsze bombowce Lockheed Hudson należące do RAAF, USAAF straciły Kittyhawka porucznika Oestreichera, bombowiec B-24 Liberator i trzy samoloty transportowe C-45 (według części źródeł dwa C-45 i jeden bombowiec A-24). Zniszczony został także jeden samolot należący do prywatnego właściciela. Na lotniskach poległo siedem osób, w mieście 24, a kolejna zmarła dwa dni po nalocie z odniesionych ran. Wśród ofiar cywilnych byli: jedna pielęgniarka, dziesięcioro pracowników urzędu pocztowego, w tym naczelnik, jego żona i córka oraz cztery telefonistki, a także Aborygenka Daisy Martin, służąca w domu gubernatora. Sam gubernator, jego sztab i pozostali domownicy zdążyli ukryć się w schronie.
Już po pierwszym nalocie Darwin zostało spowite kłębami dymu z pożarów. W mieście i porcie trwała akcja ratunkowa. Łodzie ratunkowe z „Manundy”, na której pokład pomimo uszkodzeń wciąż przybywali ranni, oraz „Southern Cross” ratowały ocalałych marynarzy niszczyciela „Peary” i zbiornikowca „British Motorist”. Wkrótce dołączyły do nich inne jednostki, w tym stawiacze sieci i pomocniczy patrolowiec „Vigilant”. Osobistą odwagą i zaangażowaniem w akcję wyróżniły się między innymi obsady dwóch tendrów służących do obsługi łodzi latających linii lotniczych Qantas, dowodzone przez oficera rezerwy, porucznika Iana McRobertsa oraz cywila, Jamesa Waldiego. Do działających w mieście drużyn ratowniczych samorzutnie dołączali cywilni ochotnicy. Był wśród nich więzień z miejscowego aresztu, Ivan Sinclair, przeszkolony sanitariusz. Zgłosił się na ochotnika do służb ratunkowych i, według świadectw, pomógł 113 ofiarom bombardowania. W uznaniu takiej postawy gubernator zastosował później wobec niego akt łaski.

### Ataki na cele na morzu i powrót sił japońskich
Około południa wodnosamolot rozpoznawczy E13A1 „Jake” z krążownika „Tone” wykrył w rejonie wyspy Bathurst dwa statki, które wcześniej opuściły Darwin i płynęły z ładunkiem materiałów wojskowych na Filipiny. „Florence D”, której załoga uratowała wcześniej amerykańskich lotników z zestrzelonej łodzi latającej Catalina, została zbombardowana i zatopiona przez samoloty Val z lotniskowca „Akagi”. W nalocie zginęło trzech marynarzy i jeden z uratowanych wcześniej lotników. Pozostali bądź dotarli do brzegów Bathurst, bądź 23 lutego zostali podjęci z morza przez korwetę „Warrnambool”. Ten sam okręt wyratował trzy dni wcześniej 73 rozbitków z drugiego statku, „Don Isidro”, zbombardowanego przez Vale z lotniskowca „Sōryū”. Jego załodze udało się wyrzucić płonącą jednostkę na brzeg wyspy Bathurst. Straty osobowe na „Don Isidro” wyniosły 14 (według innych źródeł 13) poległych w ataku bądź zmarłych później z ran marynarzy i przewożonych żołnierzy.
Tymczasem, po powrocie atakujących samolotów na pokłady lotniskowców zespół admirała Nagumo obrał kurs powrotny i bez przeciwdziałania ze strony przeciwnika dotarł 21 lutego do kotwicowiska u brzegów wyspy Celebes.

## Ofiary, zniszczenia i konsekwencje

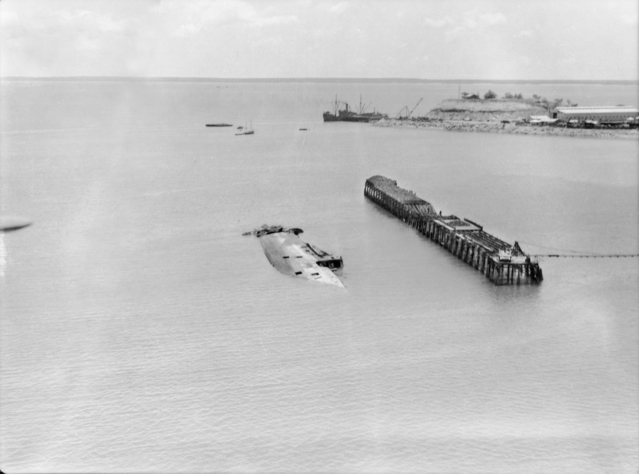
Zatopiony statek „Neptuna” i wypalone nabrzeże w porcie w Darwin po ataku

Według oficjalnych danych, opublikowanych przez powołaną w marcu 1942 roku komisję kierowaną przez Charlesa Lowe’a, w trakcie obu nalotów poległo 243 cywilów i żołnierzy, rannych zostało około 350–400 osób. Dane te są kwestionowane przez badaczy, którzy wskazują, że dokładna liczba zabitych jest trudna do ustalenia. Najczęściej podawane są wielkości od 278 do 292 zabitych, we wspomnieniach świadków ówczesnych wydarzeń można spotkać również, podawane w wątpliwość, świadectwa o 900 bądź nawet 1100 ofiarach nalotów z 19 lutego, pochowanych w zbiorowych mogiłach.
W porcie i jego pobliżu utraconych zostało bezpowrotnie dziesięć jednostek:
- amerykański niszczyciel „Peary”
- amerykański transportowiec wojska „Meigs”
- australijski frachtowiec „Neptuna”
- australijski transportowiec wojska „Zealandia”
- pomocniczy patrolowiec Royal Australian Navy „Mavie”
- amerykański frachtowiec „Mauna Loa”
- brytyjski tankowiec „British Motorist”
- australijski hulk węglowy „Kelat”
- filipiński motorowiec „Don Isidro”
- filipiński frachtowiec „Florence D”[1].

Ponadto dwa statki: amerykański transportowiec wojska „Portmar” oraz australijski frachtowiec „Barossa” zostały osadzone przez załogi na płyciźnie, a później podniesione i naprawione. Osiem okrętów i trzy statki odniosły mniejsze bądź większe uszkodzenia. Wśród poważniej uszkodzonych jednostek był statek szpitalny „Manunda”. USAAF straciły dziesięć P-40, jeden bombowiec B-24 i trzy samoloty transportowe C-45. US Navy straciła trzy łodzie latające PBY Catalina. RAAF stracił sześć samolotów Lockheed Hudson (podawane są również inne, nieznacznie się różniące wykazy strat samolotów). Atakowane lotniska czasowo nie nadawały się do użytkowania.
Naloty spowodowały chaos w Darwin, przestały działać między innymi uszkodzone bądź zniszczone wodociągi i sieć energetyczna. Lęk przed nadciągającą inwazją japońską spowodował falę uchodźców, ponieważ połowa pozostałej w mieście ludności cywilnej uciekła. Były raporty o kradzieżach. Australijska armia napotkała trudności z kontrolowaniem własnych żołnierzy, by nie rabowali prywatnej własności z powodu załamania porządku po bombardowaniu i postępującego chaosu. Zgodnie z oficjalnymi szacunkami 278 członków RAAF-u zdezerterowało w wyniku rajdu, ale są głosy, że „dezercje” były głównie rezultatem niejasnych rozkazów wydanych personelowi naziemnemu RAAF-u po ataku.
Straty japońskie były niewielkie: na lotniskowce nie powróciło, według różnych źródeł, od pięciu do siedmiu maszyn, ich załogi zginęły, z wyjątkiem bosmana Hajime Toyoshimy, który został pojmany, stając się w ten sposób pierwszym japońskim jeńcem wojennym w Australii. Australijski ogień przeciwlotniczy został później przez komandora Fuchidę oceniony jako „silny, lecz niecelny”. Kilkanaście samolotów, które pomimo uszkodzeń osiągnęły pokłady lotniskowców, zostało później spisanych na straty i bądź rozebranych na części zamienne, bądź po prostu zrzuconych z okrętów do morza.
Japoński podwójny nalot na Darwin z 19 lutego 1942 roku był największym w historii atakiem wojsk innego państwa na terytorium Australii. Wzięło w nim udział około 2/3 liczby samolotów, uczestniczących we wcześniejszym ataku na Pearl Harbor, w znacznej części pilotowanych przez tych samych pilotów, startujących z tych samych lotniskowców. Zrzucili oni na Darwin więcej bomb lotniczych, chociaż o mniejszym wagomiarze i łącznej masie, niż na amerykańską bazę w grudniu poprzedniego roku. Z tych powodów przyjęło się w australijskim piśmiennictwie określać atak na Darwin jako „australijskie Pearl Harbor”, pomimo znacznie mniejszych niż 7 grudnia strat.

## Dalsze naloty japońskie
Kolejny japoński nalot na Darwin miał miejsce 4 marca 1942 roku, a do 12 listopada 1943 roku Terytorium Północne i północna część Australii Zachodniej były bombardowane jeszcze 61 razy, przy łącznej liczbie 100 nalotów przeprowadzonych w czasie wojny na całe terytorium Australii. Niektóre z nich spowodowały dość znaczne straty materialne, chociaż żaden nie osiągnął takiego natężenia, jak atak z 19 lutego. Wpłynęły na to zarówno powstrzymanie ofensywy japońskiej po bitwie na Morzu Koralowym, jak i wzmocnienie obrony lotniczej w północnej Australii.
Wszystkie cztery japońskie lotniskowce, które uczestniczyły w bombardowaniu Darwin, zostały zatopione w czasie bitwy pod Midway w czerwcu 1942 roku.

## Linki zewnętrzne

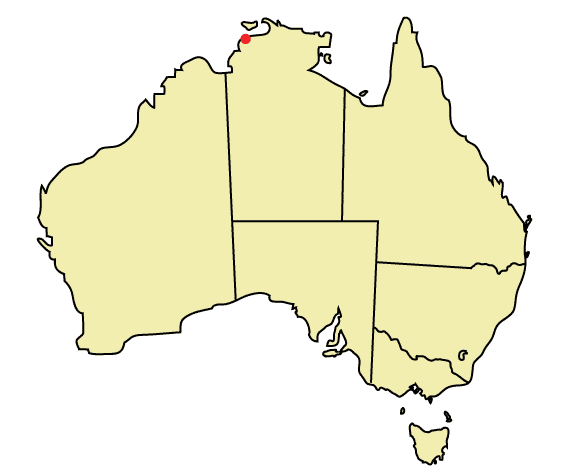
Lokalizacja Darwin na mapie Australii